# Kodo le tyran
Kodo le tyran est la 76e histoire de la série Spirou et Fantasio de Jean-Claude Fournier. Elle est publiée pour la première fois dans Spirou du no 2088 au no 2109.

## Univers

### Synopsis
Spirou et Fantasio se trouvent à Akyab, en Birmanie et essayent d'entrer dans le petit pays voisin, le Çatung, une dictature fermée à l'étranger. Mais personne ne veut les emmener dans ce pays si ce n’est John Madflying, un pilote ivre et sans brevet de pilotage; mais celui-ci accepte après que Fantasio a bu avec lui quelques verres d’alcool…
Spirou, furieux de l’état d’ébriété de son ami et de John Madflying, les quitte résigné à abandonner ce voyage. Mais John Madflying et Fantasio ont commencé à décoller et Spirou accourt vers l’avion. Le départ n’est pas sans dégâts étant donné l’état de Fantasio et de l’aviateur australien. D’ailleurs, Fantasio saute inconsciemment de l’avion et tombe dans un camion d’un convoi d’armement sans que nul ne le voie. Alors que Spirou l’a forcé à atterrir, le pilote redécolle en abandonnant les deux journalistes.
Spirou rencontre ensuite la voiture qui ouvre le convoi d’armement dans lequel est Fantasio, de laquelle sortent Matteo et Ptih Pô, étonnés. Ptih Pô commence à ligoter Spirou quand ce dernier annonce son projet d’entrer au Çatung mais Spip le mord et Spirou prend par la fuite. Mais il s'assomme contre une branche d’arbre et est ligoté dans un camion, endormi et surveillé. Mais le garde, maladroit, chute du camion au moment du départ. Quant à Fantasio, il se réveille un peu plus tard et sort du camion sans être vu et finit par croiser l’inspecteur général de la mafia, son quasi-sosie, qui gouverne réellement le Çatung. Celui-ci le somme arme au poing de prendre sa place en échangeant leurs vêtements, car il a l'intention de prendre sa retraite. Fantasio, un moment tenté de quitter la voiture et d’abandonner son projet d’entrer au Çatung, change d’avis en rencontrant le garde maladroit qui le prend pour l’inspecteur général et lui raconte qu’il gardait un journaliste rouquin.
Après avoir forcé la frontière du Çatung, Fantasio assiste à l’attaque du convoi d’armes, mal protégé, par les rebelles d’Ava Savati. Spirou, réveillé, prend la fuite. Jataka Kodo, le dictateur et Chop Suey, venant à la rencontre de ce qu’ils croient être l’inspecteur général, voient à leur tour leur limousine détruite par les singes des rebelles jouant avec des bazookas.
Fantasio apprend en lisant les papiers de l’ancien inspecteur que le Çatung produit de l’opium vendu à la mafia. Il prend un certain plaisir à ridiculiser le maréchal Kodo et lui impose des restrictions de son pouvoir : il refuse de cacher à l’organisation de la mafia et la population l’attaque du convoi, fait abolir la peine de mort au Çatung quand il apprend que le caporal Phong Tahor qui a tenté de lui interdire de prendre son appareil photo va être exécuté…
Spirou, lui, se retrouve en compagnie des rebelles d'Ava Savati. Ceux-ci apprennent grâce au pigeon de Prabang, une taupe infiltrée dans le palais, que l'inspecteur général et Kodo ont l'intention d'aller inspecter les entrepôts de Kuor Lang, ils passeront donc sur le pont de Pagor Tevat, que Savati décide de faire sauter. Cependant, Kodo se réunit avec ses lieutenants Chop Suey et Matteo et propose également de faire sauter le pont afin d'éliminer Fantasio, qui limite ses pouvoirs.
Peu de temps après le départ de Savati, Spirou découvre avec horreur l'identité de l'inspecteur général quand Spip lui amène une photo ramassée par la tortue amoureuse de l’écureuil depuis le départ de l’aventure; mais il est trop tard...

### Personnages
- Spirou
- Fantasio
- Spip
- John Madflying (première apparition)
- Jataka Kodo (première apparition)
- Chop Suey (première apparition)
- Matteo (première apparition)
- Ava Savati (première apparition)
- Prabang (première apparition)

## Publication

### Revues
- Publié pour la première fois dans le journal de Spirou du no 2088 au no 2109.

## Le Çatung
Comme le présente la carte introduisant l'histoire, ce pays fictif se situe au croisement des frontières du Bangladesh, de l'Inde et de la Birmanie. Celle-ci est accompagnée d'un texte le présentant : « Ancien complexe de plantations d'hévéa sous domination britannique et devenu état indépendant après le départ des anglais, le Çatung est totalement fermé au monde et nul n'y a pénétré depuis. »